# Lustrochernes surinamus
Lustrochernes surinamus es una especie de arácnido  del orden Pseudoscorpionida de la familia Chernetidae.

## Distribución geográfica
Se encuentra en Surinam.